# 최요셉
최요셉(1989년 9월 22일 ~ )은 대한민국의 전 축구 선수로, 선수 시절 포지션은 공격수였다. 본래 이름인 최진호에서 최요셉으로 개명하였다.

## 축구인 경력

### 선수 경력
2011년 부산 아이파크에 입단하여 그 해 리그컵 강원 FC와의 경기에서 프로 데뷔 골을 터뜨렸다. 2012 시즌 종료 후 팀을 떠났다.
부산을 떠난 지 얼마 되지 않아 이적 시장이 닫혀 6개월 간 무적 상태로 지내다 2013년 7월 3일 입단 테스트를 거쳐 강원 FC에 입단하였다. 이후 22경기에 출전하여 6골을 터뜨리는 등 분전하였으나 팀의 강등을 막지 못하였다. K리그 챌린지에서의 2014 시즌에는 해트트릭을 세 번이나 기록하며 그 해 리그 베스트 11에 선정되었다.
2016년 5월 16일 부천 FC 1995와의 경기에서 교체 출장되어 K리그 승강 PO, FA컵 포함해서 강원 FC 소속으로 100경기를 소화했다.
2019 시즌을 앞두고 아산 무궁화에 입단했다. 특이하게도 상주 상무와 아산 무궁화에서 동시에 뛴 최초의 선수가 되었으며, 이는 K리그2 2019 시즌부터 아산 무궁화가 군경팀에서 시민구단으로 전환하는 과도기였기에 가능했다.
2020 시즌을 앞두고 K3리그의 김포시민축구단에 입단했다.
2020년 7월 은퇴를 선언하였다.

## 수상

### 개인
- K리그2 도움상: 2014
- K리그2 베스트 11: 2014